# Cleomenes auricollis
Cleomenes auricollis là một loài bọ cánh cứng trong họ Cerambycidae.